# Quassolo
Quassolo – miejscowość i gmina we Włoszech, w regionie Piemont, w prowincji Turyn.
Według danych na rok 2004 gminę zamieszkiwały 403 osoby, 134,3 os./km².